# Chapantongo
Chapantongo è un comune del Messico, situato nello stato di Hidalgo.